# Лемеш, Нина Петровна
Нина Петровна Лемеш (укр. Ніна Петрівна Лемеш; род. 31 мая 1973, Носеловка, Черниговская область) — украинская биатлонистка, призёр чемпионатов мира, чемпионатов Европы, этапов Кубка мира. Участница трех Олимпийских игр.
Заместитель Министра молодежи и спорта Украины. Первый заместитель председателя Черниговского облсовета.

## Карьера
Выступления в Кубке мира начала в сезоне 1994/1995. На первом же этапе сезона, в Бад Гаштайне в индивидуальной гонке, она сумела пробиться в зачетную зону заняв 19-е место. В ходе сезона несколько раз входила в очковую зону и по его итогам набрала 33 очка заняв 33-е место в общем зачете Кубка мира. Выступала на Чемпионате мира по биатлону 1995 года в Антхольце, где заняла 26-е место в индивидуальной гонке и 22-е в спринте. На Чемпионате Европы 1995 в Ле-Гран-Борнан завоевала две серебряных медали в индивидуальной гонке и эстафете.
В следующем сезоне Лемеш заняла в общем зачете Кубка мира 43-е место с 30-ю очками, а на Чемпионате мира в Рупольдинге завоевала серебряную медаль в командной гонке.
В сезоне 1996/1997 Нина впервые попадает в десятку сильнейших заняв 8-е место в спринте на этапе в Оберхофе. На Чемпионате мира 1997 в Брежно-Осрблье повторяет своё наивысшее достижение заняв 8-е место в спринте. В конце сезона, на этапе в Нагано, Лемеш в составе украинской эстафетной команды становится победительницей. По итогам сезона она занимает 37-е место в общем зачете Кубка мира.
В сезоне 1997/1998 Лемеш одерживает первую и единственную победу в личных гонках на Кубке мира. Это случилось в спринте на предолимпийском этапе в Антхольце. На Олимпийских играх в Нагано Нина приняла участие в спринтерской гонке и заняла 22-е место. По итогам сезона в Кубке мира она оказалась на 36-м месте.
Сезон 1998/1999 стал самым удачным для спортсменки в Кубке мира. Она регулярно набирает очки на этапах, дважды попадает в десятку сильнейших. На этапе в Рупольдинге становится победительницей в составе эстафетной команды. На Чемпионате мира 1999 года Лемеш занимает 16-е место в спринте, 19-е в преследовании, 27-е в индивидуальной гонке и 11-е в масс-старте. По итогам сезона она набирает 159 очков и занимает 17-е место в общем зачете Кубка мира.
В сезоне 1999/2000 4 раза становится призёром этапов кубка мира в эстафете. В том числе она завоевывает бронзовую награду на Чемпионате мира в Хольменколлене. Но в личных соревнования на Чемпионате мира спортсменка выступает неудачно, заняв 52-е место в спринте и не финишировав в гонке преследования. По итогам сезона она заняла 43-е место с 30-ю очками.
В сезоне 2000/2001 Лемеш в последний раз попадает в десятку сильнейших на этапе Кубка мира - 6-е место в спринте в Лейк-Плэсиде. Попадает в тройку призёров в эстафете на этапе в Антхольце. На Чемпионате мира в Поклюке завоевывет очередную бронзовую медаль в эстафете. В спринте она занимает 17-е, а в гонке преследования 18-е место. В общем зачете Кубка мира спортсменка финиширует на 38-й позиции набрав ровно 100 очков.
Относительно удачно начав сезон 2001/2002 (11-е и 12-е места на первом этапе), в дальнейшем спортсменка не смогла развить успех, только один раз попав в двадцатку сильнейших по результатам личных гонок. На этапе в Поклюке становится третьей в составе эстафетной команды. На своей второй Олимпиаде Лемеш занимает 47-е место в спринте и 10-е в эстафете. По итогам сезона она набрала 87 очков и заняла 40-е место в общем зачете Кубка мира.
Сезон 2002/2003 пропускала, а вернувшись после рождения ребенка в большой спорт уже не смогла выйти на прежний уровень результатов. Только 5 очков в общем зачете Кубка мира в сезоне 2004/2005 и 4 очка в сезоне 2006/2007. Принимала участие в Чемпионатах мира 2004, 2005 и 2007 годов. Лучшим результатом в личных гонках стало 35-е место в гонке преследования на последнем для неё Чемпионате мира 2007 года в Антхольце. На третьих и последних для себя Олимпийских играх выступила в спринте (50-е место), гонке преследования (41-е место) и эстафете (11-е место). В этом же году на Чемпионате Европы в Лангдорф-Арберзее завоевала золотую медаль в спринте.
Сезон 2006/2007 стал последним в её спортивной карьере.

## Участие в чемпионатах мира
| Год  | Место проведения  | Инд | Спр | Прс | МС | Ком | Эст |
| 1995 | ЧМ Антхольц       | 26  | 22  | —   | —  | —   | 5   |
| 1996 | ЧМ Рупольдинг     | —   | —   | —   | —  | 2   | —   |
| 1997 | ЧМ Осрблье        | —   | 8   | 37  | —  | —   | —   |
| 1998 | ЧМ Поклюка        | —   | —   | 43  | —  | —   | —   |
| 1999 | ЧМ Контиолахти    | 27  | 16  | 19  | 11 | —   | 5   |
| 2000 | ЧМ Хольменколлен  | —   | 52  | LAP | —  | —   | 3   |
| 2001 | ЧМ Поклюка        | —   | 17  | 18  | —  | —   | 3   |
| 2003 | ЧМ Ханты-Мансийск | —   | —   | —   | —  | —   | —   |
| 2004 | ЧМ Оберхоф        | —   | 43  | 55  | —  | —   | 7   |
| 2005 | ЧМ Хохфильцен     | —   | 40  | 40  | —  | —   | 7   |
| 2007 | ЧМ Антхольц       | —   | 45  | 35  | —  | —   | —   |

## Участие в Олимпийских играх
| Год  | Место проведения | Инд | Спр | Прс | Эст |
| 1998 | Нагано           | —   | 21  | —   | —   |
| 2002 | Солт-Лейк-Сити   | —   | 47  | DNS | 10  |
| 2006 | Турин            | —   | 50  | 41  | 11  |

## Общий зачёт Кубка мира
- 1994/1995 — 33-е место (33 очка)
- 1995/1996 — 42-е место (30 очков)
- 1996/1997 — 37-е место (51 очко)
- 1997/1998 — 36-е место (54 очка)
- 1998/1999 — 17-е место (159 очков)
- 1999/2000 — 43-е место (30 очков)
- 2000/2001 — 38-е место (100 очков)
- 2001/2002 — 40-е место (87 очков)
- 2002/2003 — не выступала
- 2003/2004 — очков не набирала
- 2004/2005 — 79-е место (5 очков)
- 2005/2006 — очков не набирала
- 2006/2007 — 77-е место (4 очка)